# Xama-indiano
O xama-indiano (Copsychus malabaricus) é uma espécie de ave passeriforme da família Muscicapidae. Nativo de habitats com vegetação densa no subcontinente indiano e no sudeste da Ásia, sua popularidade como pássaro de gaiola e canto o levou a ser introduzido em outros lugares.

## Taxonomia
Anteriormente, foi classificado como um membro da família dos tordos, Turdidae, fazendo com que fosse comumente conhecido como tordo shama ou simplesmente tordo shama.

## Subespécies
A espécie nomeada é encontrada nos Ghats Ocidentais e partes do sul da Índia, enquanto outra espécie é encontrado no Sri Lanka. Race indicus é encontrado nas partes do norte da Índia. A espécie albiventris é encontrada nas Ilhas Andaman e agora geralmente considerada uma espécie distinta, o Andaman shama. Race interpositus do sudoeste da Ásia-China para Myanmar, Tailândia e o arquipélago de Mergui. O sul da China tem espécies menor, enquanto o mallopercnus é encontrado na península malaia.

## Descrição
Eles normalmente pesam entre 28 and 34 g (1,0 and 1,2 oz) e estão em torno de 23–28 cm (9–11 in) de comprimento. Os machos são pretos brilhantes com barriga castanha e penas brancas na garupa e na cauda externa. As fêmeas são mais marrom-acinzentadas e geralmente são mais baixas que os machos. Ambos os sexos têm bico preto e pés rosados. Os juvenis têm uma coloração castanho-acinzentada, semelhante à das fêmeas, com o peito manchado ou malhado.

## Comportamento

### Reprodução
O shama de cauda branca é tímido e um tanto crepuscular mas muito territorial. Os territórios incluem um macho e uma fêmea durante a época de reprodução, com os machos defendendo o território com tamanho médio de 0,09 ha, mas cada sexo pode ter territórios diferentes quando não estão se reproduzindo.
No sul da Ásia, eles se reproduzem de janeiro a setembro, mas principalmente de abril a junho, colocando uma ninhada de quatro ou cinco ovos em um ninho colocado no oco de uma árvore. Durante o namoro, os machos perseguem a fêmea, pousam sobre ela, emitem um chamado estridente e, em seguida, agitam e espalham as penas da cauda. Isso é seguido por um padrão de vôo ascendente e descendente de ambos os sexos. Se o macho não tiver sucesso, a fêmea ameaçará o macho, gesticulando com a boca aberta.
O ninho é construído apenas pela fêmea enquanto o macho fica de guarda. Os ninhos são feitos principalmente de raízes, folhas, samambaias e caules, e a incubação dura entre 12 e 15 dias e o período de nidificação é em média de 12,4 dias. Ambos os adultos alimentam os filhotes, embora apenas a fêmea incuba e cria. Os ovos são brancos a água clara, com tons variáveis de manchas marrons, com dimensões de cerca de 18 and 23 mm (0,7 and 0,9 in).

### Alimentando
Eles se alimentam de insetos na natureza, mas em cativeiro podem ser alimentados com uma dieta de legumes cozidos e secos com gema de ovo e carne crua.
A voz desta espécie é rica e melodiosa, o que os torna populares como pássaros de gaiola no sul da Ásia, com a tradição continuando em partes do sudeste da Ásia. É alto e claro, com uma variedade de frases, e muitas vezes imita outras aves. Eles também fazem uma chamada 'Tck' em alarme ou quando forrageando. Uma das primeiras gravações do canto de um pássaro já feita foi dessa espécie. Esta gravação foi feita em 1889 de um indivíduo em cativeiro usando um cilindro de cera Edison por Ludwig Koch na Alemanha.

## Distribuição e habitat
Eles são nativos de arbustos e florestas secundárias no sul e sudeste da Ásia, mas foram introduzidos em Kauai, Havaí, no início de 1931 da Malásia (por Alexander Isenberger) e em Oahu em 1940 (pela Hui Manu Society). Sua popularidade como um pássaro de gaiola levou muitos pássaros fugitivos a se estabelecerem. Eles foram introduzidos em Taiwan, onde são considerados uma espécie invasora, comendo espécies de insetos nativos e mostrando agressão contra espécies de pássaros nativos.
Na Ásia, seu habitat é a vegetação rasteira densa, especialmente nas florestas de bambu. No Havaí, eles são comuns em florestas de vale ou nas cordilheiras do sul de Koolaus e tendem a se aninhar em vegetação rasteira ou árvores baixas de florestas de folhas largas de planície.

## Galeria

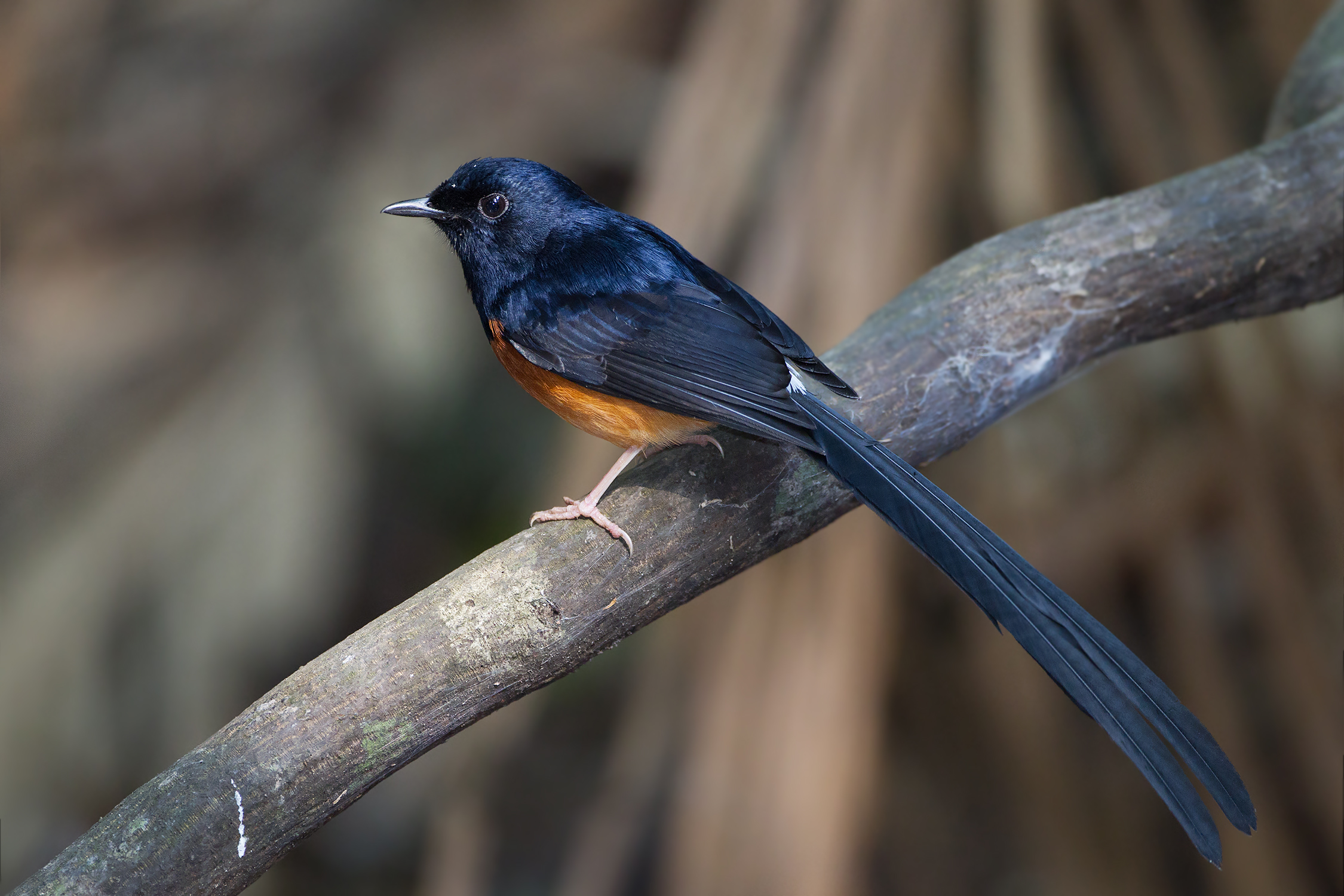
Macho, Parque Nacional Khao Yai, Nakhon Ratchasima, Tailândia
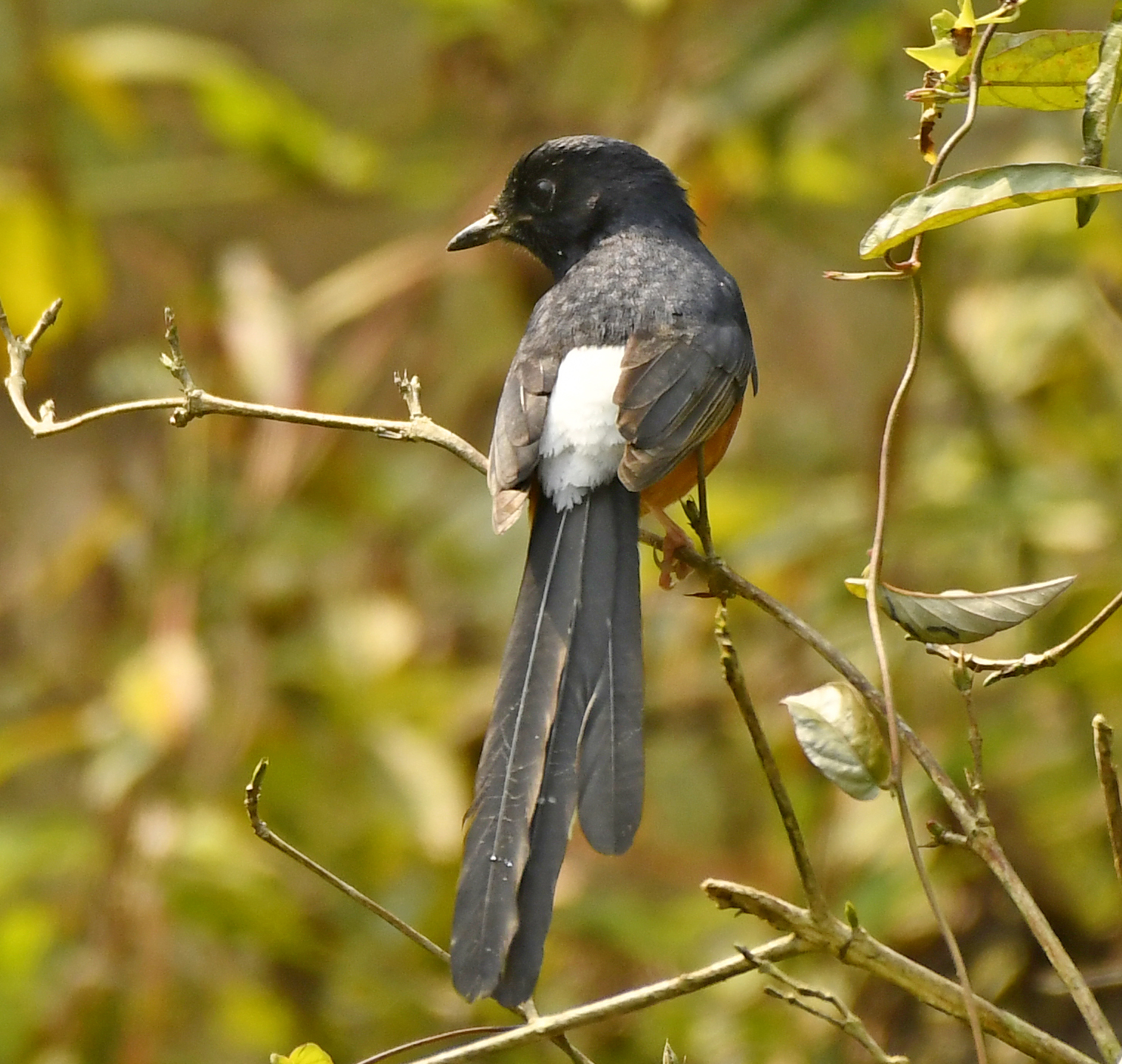
Shama de cauda branca no Parque Nacional de Manas, Assam, Índia
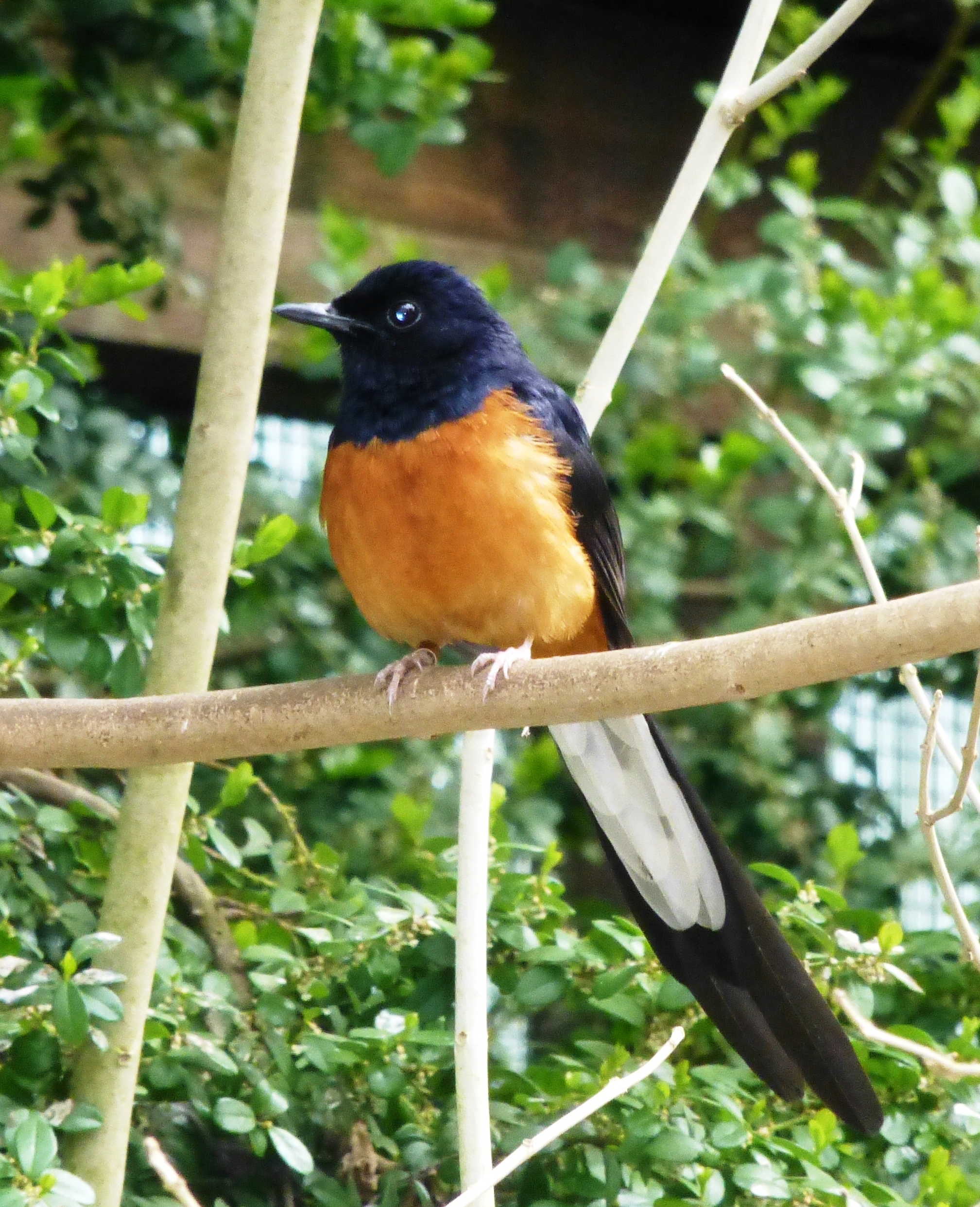
Macho no Durrell Wildlife Park, Jersey